# Athlétisme aux Jeux olympiques d'été de 1932, résultats détaillés
Pour les podiums, voir Athlétisme aux Jeux olympiques d'été de 1932

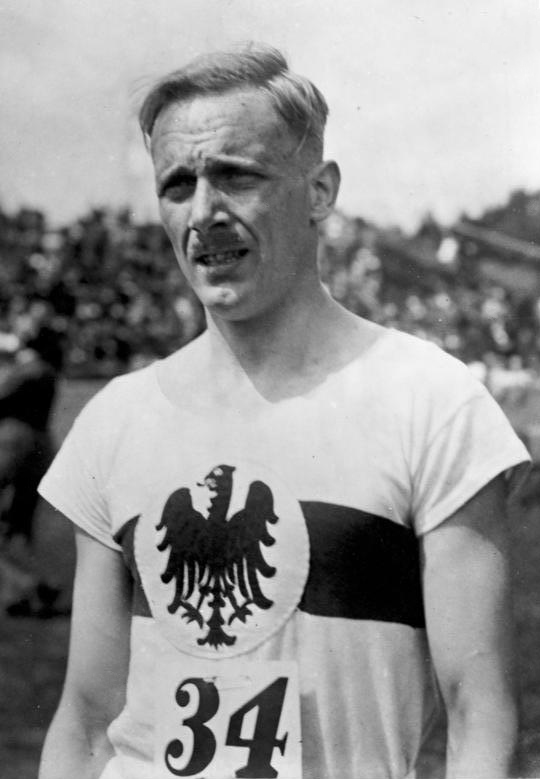
Otto Peltzer (4 × 400 mètres hommes, ici photographié en avril 1928)

## Sprint

### 100 mètres hommes
| Médaille | Nom                | Pays           | Performance |
| -------- | ------------------ | -------------- | ----------- |
| 1        | Eddie Tolan        | États-Unis     | 10 s 3 (RM) |
| 2        | Ralph Metcalfe     | États-Unis     | 10 s 3 (RM) |
| 3        | Arthur Jonath      | Allemagne      | 10 s 4      |
| 4        | George Simpson     | États-Unis     | 10 s 5      |
| 5        | Daniel Joubert     | Afrique du Sud | 10 s 6      |
| 6        | Takayoshi Yoshioka | Japon          | 10 s 7      |

### 100 mètres femmes
| Médaille | Nom                    | Pays        | Performance |
| -------- | ---------------------- | ----------- | ----------- |
| 1        | Stanislawa Walasiewicz | Pologne     | 11 s 9 (RM) |
| 2        | Hilda Strike           | Canada      | 11 s 9      |
| 3        | Wilhelmina von Bremen  | États-Unis  | 12 s 0      |
| 4        | Marie Dollinger        | Allemagne   | 12 s 2      |
| 5        | Eileen Hiscock         | Royaume-Uni | 12 s 3      |
| 6        | Elizabeth Wilde        | États-Unis  | 12 s 3      |

### 200 mètres hommes
| Médaille | Nom                  | Pays           | Performance |
| -------- | -------------------- | -------------- | ----------- |
| 1        | Eddie Tolan          | États-Unis     | 21 s 2      |
| 2        | George Simpson       | États-Unis     | 21 s 4      |
| 3        | Ralph Metcalfe       | États-Unis     | 21 s 5      |
| 4        | Arthur Jonath        | Allemagne      | 21 s 5      |
| 5        | Carlos Bianchi Lutti | Argentine      | 21 s 6      |
| 6        | William Walters      | Afrique du Sud | 21 s 9      |

### 400 mètres hommes
| Médaille | Nom              | Pays           | Performance |
| -------- | ---------------- | -------------- | ----------- |
| 1        | William Carr     | États-Unis     | 46 s 2 (RM) |
| 2        | Benjamin Eastman | États-Unis     | 46 s 4      |
| 3        | Alex Wilson      | Canada         | 47 s 4      |
| 4        | William Walters  | Afrique du Sud | 48 s 2      |
| 5        | James Gordon     | États-Unis     | 48 s 2      |
| 6        | George Golding   | Australie      | 48 s 8      |

## Course de demi-fond

### 800 mètres hommes
| Médaille | Nom                | Pays        | Performance       |
| -------- | ------------------ | ----------- | ----------------- |
| 1        | Thomas Hampson     | Royaume-Uni | 1 min 49 s 8 (RM) |
| 2        | Alex Wilson        | Canada      | 1 min 49 s 9      |
| 3        | Phil Edwards       | Canada      | 1 min 51 s 5      |
| 4        | Edwin Genung       | États-Unis  | 1 min 51 s 7      |
| 5        | Edwin Turner       | États-Unis  | 1 min 52 s 5      |
| 6        | Charles Hornbostel | États-Unis  | 1 min 52 s 7      |
| 7        | John Powell        | Royaume-Uni | 1 min 53 s 1      |
| 8        | Séra Martin        | France      | 1 min 53 s 6      |

### 1 500 mètres hommes
| Médaille | Nom               | Pays             | Performance  |
| -------- | ----------------- | ---------------- | ------------ |
| 1        | Luigi Beccali     | Italie           | 3 min 51 s 2 |
| 2        | Jerry Cornes      | Royaume-Uni      | 3 min 52 s 6 |
| 3        | Phil Edwards      | Canada           | 3 min 52 s 8 |
| 4        | Glenn Cunningham  | États-Unis       | 3 min 53 s 4 |
| 5        | Eric Ny           | Suède            | 3 min 54 s 6 |
| 6        | Norwood Hallowell | États-Unis       | 3 min 55 s 0 |
| 7        | Jack Lovelock     | Nouvelle-Zélande | 3 min 55 s 6 |
| 8        | Frank Crowley     | États-Unis       | 3 min 56 s 6 |

## Course de fond

### 5 000 mètres hommes
| Médaille | Nom                   | Pays             | Performance   |
| -------- | --------------------- | ---------------- | ------------- |
| 1        | Lauri Lehtinen        | Finlande         | 14 min 30 s 0 |
| 2        | Ralph Hill            | États-Unis       | 14 min 30 s 0 |
| 3        | Lauri Virtanen        | Finlande         | 14 min 44 s 0 |
| 4        | John Savidan          | Nouvelle-Zélande | 14 min 49 s 6 |
| 5        | Jean-Gunnar Lindgren  | Suède            | 14 min 54 s 7 |
| 6        | Max Syring            | Allemagne        | 14 min 59 s 0 |
| 7        | James Alexander Burns | Royaume-Uni      | 15 min 04 s 0 |
| 8        | Daniel Dean           | États-Unis       | 15 min 08 s 5 |

### 10 000 mètres hommes
| Médaille | Nom                    | Pays             | Performance   |
| -------- | ---------------------- | ---------------- | ------------- |
| 1        | Janusz Kusocinski      | Pologne          | 30 min 11 s 4 |
| 2        | Volmari Iso-Hollo      | Finlande         | 30 min 12 s 6 |
| 3        | Lauri Virtanen         | Finlande         | 30 min 35 s 0 |
| 4        | John Savidan           | Nouvelle-Zélande | 31 min 09 s 0 |
| 5        | Max Syring             | Allemagne        | 31 min 35 s 0 |
| 6        | Jean-Gunnar Lindgren   | Suède            | 31 min 37 s 0 |
| 7        | Juan Morales Rodrigues | Mexique          | 32 min 03 s 0 |
| 8        | Calvin Bricker         | Canada           | N/A           |

## Courses de haies

### 80 mètres haies femmes
| Médaille | Nom               | Pays           | Performance |
| -------- | ----------------- | -------------- | ----------- |
| 1        | Mildred Didrikson | États-Unis     | 11 s 7      |
| 2        | Evelyne Hall      | États-Unis     | 11 s 7      |
| 3        | Marjorie Clark    | Afrique du Sud | 11 s 8      |
| 4        | Simone Schaller   | États-Unis     | 11 s 8      |
| 5        | Violet Webb       | Royaume-Uni    | 11 s 9      |
| 6        | Alda Wilson       | Canada         | 12 s 0      |

### 110 mètres haies hommes
| Médaille | Nom            | Pays        | Performance |
| -------- | -------------- | ----------- | ----------- |
| 1        | George Saling  | États-Unis  | 14 s 6      |
| 2        | Percy Beard    | États-Unis  | 14 s 7      |
| 3        | Donald Finlay  | Royaume-Uni | 14 s 8      |
| 4        | Jack Keller    | États-Unis  | 14 s 8      |
| 5        | David Burghley | Royaume-Uni | 14 s 8      |
| 6        | Willi Welscher | Allemagne   | disq.       |

### 400 mètres haies hommes
| Médaille | Nom            | Pays        | Performance |
| -------- | -------------- | ----------- | ----------- |
| 1        | Robert Tisdall | Irlande     | 51 s 7 (RM) |
| 2        | Glenn Hardin   | États-Unis  | 51 s 9      |
| 3        | Morgan Taylor  | États-Unis  | 52 s 0      |
| 4        | David Burghley | Royaume-Uni | 52 s 0      |
| 5        | Luigi Facelli  | Italie      | 53 s 0      |
| 6        | Kell Areskoug  | Suède       | 54 s 6      |

### 3 000 mètres steeple hommes
| Médaille | Nom               | Pays        | Performance   |
| -------- | ----------------- | ----------- | ------------- |
| 1        | Volmari Iso-Hollo | Finlande    | 10 min 33 s 4 |
| 2        | Thomas Evenson    | Royaume-Uni | 10 min 46 s 0 |
| 3        | Joseph McCluskey  | États-Unis  | 10 min 46 s 2 |
| 4        | Martti Matilainen | Finlande    | 10 min 52 s 4 |
| 5        | George Bailey     | Royaume-Uni | 10 min 53 s 2 |
| 6        | Glen Dawson       | États-Unis  | 10 min 58 s 0 |
| 7        | Giuseppe Lippi    | Italie      | 11 min 04 s 0 |
| 8        | Walter Pritchard  | États-Unis  | 11 min 04 s 4 |

Les coureurs masculins de la finale du 3000 mètres steeple parcoururent non pas 3000 mètres mais 3400 mètres ! En effet, le juge chargé du décompte des tours s'emmêla les pinceaux et fit donc faire aux athlètes un tour supplémentaire.

## Relais

### 4 × 100 mètres hommes
| Médaille | Nom                                                              | Pays        | Performance |
| -------- | ---------------------------------------------------------------- | ----------- | ----------- |
| 1        | Robert Kiesel Martin Toppino Hector Dyer Frank Wykoff            | États-Unis  | 40 s 0 (RM) |
| 2        | Helmut Körnig Friedrich Hendrix Erich Borchmeyer Arthur Jonath   | Allemagne   | 40 s 9      |
| 3        | Giuseppe Castelli Luigi Facelli Ruggero Maregatti Edgardo Toetti | Italie      | 41 s 2      |
| 4        | Percy Williams Birchall Pearson Harold Wright James Brown        | Canada      | 41 s 3      |
| 5        | Takayoshi Yoshioka Chuhei Nambu Izuo Anno Itaro Nakajima         | Japon       | 41 s 3      |
| 6        | Donald Finlay Stanley Fuller Stanley Engelhart Ernest Page       | Royaume-Uni | 41 s 4      |

### 4 × 100 mètres femmes
| Médaille | Nom                                                               | Pays        | Performance |
| -------- | ----------------------------------------------------------------- | ----------- | ----------- |
| 1        | Mary Carew Evelyn Furtsch Annette Rogers Wilhelmina von Bremen    | États-Unis  | 47 s 0      |
| 2        | Mildred Frizzell Lillian Palmer Mary Frizzell Hilda Strike        | Canada      | 47 s 0      |
| 3        | Eileen Hiscock Gwendoline Porter Violet Webb Nellie Halstead      | Royaume-Uni | 47 s 6      |
| 4        | Jo Dalmolen Cor Aalten Bep du Mée Tollien Schuurman               | Pays-Bas    | 47 s 7      |
| 5        | Mie Muraoka Michi Nakanishi Asa Dogura Sumiko Watanabe            | Japon       | 48 s 9      |
| 6        | Grete Heublein Ellen Braumüller Ottilie Fleischer Marie Dollinger | Allemagne   | 50 s 0      |

### 4 × 400 mètres hommes
| Médaille | Nom                                                          | Pays        | Performance       |
| -------- | ------------------------------------------------------------ | ----------- | ----------------- |
| 1        | Ivan Fuqua Edgar Ablowich Karl Warner William Carr           | États-Unis  | 3 min 08 s 2 (RM) |
| 2        | Crew Stoneley Thomas Hampson David Burghley Godfrey Rampling | Royaume-Uni | 3 min 11 s 2 (RE) |
| 3        | Ray Lewis James Ball Phil Edwards Alex Wilson                | Canada      | 3 min 12 s 8      |
| 4        | Joachim Büchner Walter Nehb Adolf Metzner Otto Peltzer       | Allemagne   | 3 min 14 s 4      |
| 5        | Itaro Nakajima Iwao Masuda Seikan Oki Teichi Nishi           | Japon       | 3 min 14 s 6      |
| 6        | Giacomo Carlini Giovanni Turba Mario De Negri Luigi Facelli  | Italie      | 3 min 17 s 8      |

## Courses sur route

### Marathon hommes
| Médaille | Nom                | Pays            | Performance   |
| -------- | ------------------ | --------------- | ------------- |
| 1        | Juan Carlos Zabala | Argentine       | 2 h 31 min 36 |
| 2        | Samuel Ferris      | Royaume-Uni     | 2 h 31 min 55 |
| 3        | Armas Toivonen     | Finlande        | 2 h 32 min 12 |
| 4        | Duncan Wright      | Royaume-Uni     | 2 h 32 min 41 |
| 5        | Seiichiro Tsuda    | Japon           | 2 h 35 min 42 |
| 6        | Onbai Kin          | Japon           | 2 h 37 min 28 |
| 7        | Albert Michelsen   | États-Unis      | 2 h 39 min 38 |
| 8        | Oskar Heks         | Tchécoslovaquie | 2 h 41 min 35 |

### 50 km marche hommes
| Médaille | Nom            | Pays        | Performance   |
| -------- | -------------- | ----------- | ------------- |
| 1        | Thomas Green   | Royaume-Uni | 4 h 50 min 10 |
| 2        | Janis Dalins   | Lettonie    | 4 h 57 min 20 |
| 3        | Ugo Frigerio   | Italie      | 4 h 59 min 06 |
| 4        | Karl Hähnel    | Allemagne   | 5 h 06 min 06 |
| 5        | Ettore Rivolta | Italie      | 5 h 07 min 39 |
| 6        | Paul Sievert   | Allemagne   | 5 h 16 min 41 |
| 7        | Henri Quintrie | France      | 5 h 27 min 25 |
| 8        | Ernie Crosby   | États-Unis  | 5 h 28 min 02 |

## Sauts

### Saut en hauteur hommes
| Médaille | Nom               | Pays        | Performance |
| -------- | ----------------- | ----------- | ----------- |
| 1        | Duncan McNaughton | Canada      | 1,97 m      |
| 2        | Robert Van Osdel  | États-Unis  | 1,97 m      |
| 3        | Simeon Toribio    | Philippines | 1,97 m      |
| 4        | Cornelius Johnson | États-Unis  | 1,97 m      |
| 5        | Ilmari Reinikka   | Finlande    | 1,94 m      |
| 6        | Kazuo Kimura      | Japon       | 1,94 m      |
| 7        | Jerzy Plawczyk    | Pologne     | 1,90 m      |
| 7        | Misao Ono         | Japon       | 1,90 m      |

### Saut en hauteur femmes
| Médaille | Nom               | Pays           | Performance |
| -------- | ----------------- | -------------- | ----------- |
| 1        | Jean Shiley       | États-Unis     | 1,65 m (RM) |
| 2        | Mildred Didrikson | États-Unis     | 1,65 m (RM) |
| 3        | Eva Dawes         | Canada         | 1,60 m      |
| 4        | Carolina Gisolf   | Pays-Bas       | 1,58 m      |
| 5        | Marjorie Clark    | Afrique du Sud | 1,58 m      |
| 6        | Annette Rogers    | États-Unis     | 1,58 m      |
| 7        | Helma Notte       | Allemagne      | 1,55 m      |
| 8        | Yuriko Hirohashi  | Japon          | 1,49 m      |

### Saut à la perche hommes
| Médaille | Nom              | Pays       | Performance |
| -------- | ---------------- | ---------- | ----------- |
| 1        | William Miller   | États-Unis | 4,31 m      |
| 2        | Shuhei Nishida   | Japon      | 4,30 m      |
| 3        | George Jefferson | États-Unis | 4,20 m      |
| 4        | William Graber   | États-Unis | 4,15 m      |
| 5        | Shizuo Mochizuki | Japon      | 4,00 m      |
| 6        | Lucio de Castro  | Brésil     | 3,90 m      |
| 7        | Peter Chlentos   | Grèce      | 3,75 m      |
| 8        | Carlos Nelli     | Brésil     | disq.       |

### Saut en longueur hommes
| Médaille | Nom                       | Pays       | Performance |
| -------- | ------------------------- | ---------- | ----------- |
| 1        | Edward Gordon             | États-Unis | 7,64 m      |
| 2        | Lambert Redd              | États-Unis | 7,60 m      |
| 3        | Chuhei Nambu              | Japon      | 7,45 m      |
| 4        | Erik Svensson             | Suède      | 7,41 m      |
| 5        | Richard Barber            | États-Unis | 7,39 m      |
| 6        | Naoto Tajima              | Japon      | 7,15 m      |
| 7        | Hector Berra              | Argentine  | 6,66 m      |
| 8        | Clovis de Queiredo Raposo | Brésil     | 6,43 m      |

### Triple saut hommes
| Médaille | Nom              | Pays       | Performance  |
| -------- | ---------------- | ---------- | ------------ |
| 1        | Chuhei Nambu     | Japon      | 15,72 m (RM) |
| 2        | Erik Svensson    | Suède      | 15,32 m      |
| 3        | Kenkichi Oshima  | Japon      | 15,12 m      |
| 4        | Eamon Fitzgerald | Irlande    | 15,01 m      |
| 5        | Willem Peters    | Pays-Bas   | 14,93 m      |
| 6        | Solomon Furth    | États-Unis | 14,88 m      |
| 7        | Sidney Bowman    | États-Unis | 14,87 m      |
| 8        | Rolland Romero   | États-Unis | 14,85 m      |

## Lancers

### Lancer du poids hommes
| Médaille | Nom                   | Pays               | Performance |
| -------- | --------------------- | ------------------ | ----------- |
| 1        | Leo Sexton            | États-Unis         | 16,00 m     |
| 2        | Harlow Rothert        | États-Unis         | 15,67 m     |
| 3        | Frantisek Douda       | Tchécoslovaquie    | 15,61 m     |
| 4        | Emil Hirschfeld       | Allemagne          | 15,56 m     |
| 5        | Nelson Gray           | États-Unis         | 15,46 m     |
| 6        | Hans-Heinrich Sievert | Allemagne          | 15,07 m     |
| 7        | Jozsef Daranyi        | Royaume de Hongrie | 14,67 m     |
| 8        | Jules Noël            | France             | 14,53 m     |

### Lancer du disque hommes
| Médaille | Nom            | Pays               | Performance |
| -------- | -------------- | ------------------ | ----------- |
| 1        | John Anderson  | États-Unis         | 49,49 m     |
| 2        | Henri LaBorde  | États-Unis         | 48,47 m     |
| 3        | Paul Winter    | France             | 47,85 m     |
| 4        | Jules Noël     | France             | 47,74 m     |
| 5        | Istvan Donogan | Royaume de Hongrie | 47,08 m     |
| 6        | Endre Madarasz | Royaume de Hongrie | 46,52 m     |
| 7        | Kalevi Kotkas  | Finlande           | 45,87 m     |
| 8        | Paul Jessup    | États-Unis         | 45,25 m     |

### Lancer du disque femmes
| Médaille | Nom                    | Pays       | Performance |
| -------- | ---------------------- | ---------- | ----------- |
| 1        | Lillian Copeland       | États-Unis | 40,58 m     |
| 2        | Ruth Osborn            | États-Unis | 40,12 m     |
| 3        | Jadwiga Wajs           | Pologne    | 38,74 m     |
| 4        | Ottilie Fleischer      | Allemagne  | 36,12 m     |
| 5        | Grete Heublein         | Allemagne  | 34,66 m     |
| 6        | Stanislawa Walasiewicz | Pologne    | 33,60 m     |
| 7        | Mitsue Ishizu          | Japon      | 33,52 m     |
| 8        | Ellen Braumüller       | Allemagne  | 33,15 m     |

### Lancer du marteau hommes
| Médaille | Nom                 | Pays       | Performance |
| -------- | ------------------- | ---------- | ----------- |
| 1        | Patrick O'Callaghan | Irlande    | 53,92 m     |
| 2        | Ville Pörhölä       | Finlande   | 52,27 m     |
| 3        | Peter Zaremba       | États-Unis | 50,33 m     |
| 4        | Ossian Skiöld       | Suède      | 49,25 m     |
| 5        | Grant MacDougall    | États-Unis | 49,12 m     |
| 6        | Federico Kleger     | Argentine  | 48,33 m     |
| 7        | Gunnar Jansson      | Suède      | 47,79 m     |
| 8        | Armando Poggioli    | Italie     | 46,90 m     |

### Lancer du javelot hommes
| Médaille | Nom               | Pays       | Performance |
| -------- | ----------------- | ---------- | ----------- |
| 1        | Matti Järvinen    | Finlande   | 72,71 m     |
| 2        | Matti Sippala     | Finlande   | 69,80 m     |
| 3        | Eino Penttilä     | Finlande   | 68,70 m     |
| 4        | Gottfried Weimann | Allemagne  | 68,18 m     |
| 5        | Lee Bartlett      | États-Unis | 64,46 m     |
| 6        | Kenneth Churchill | États-Unis | 63,24 m     |
| 7        | Malcolm Metcalf   | États-Unis | 63,24 m     |
| 8        | Kosaku Sumiyoshi  | Japon      | 61,14 m     |

### Lancer du javelot femmes
| Médaille | Nom               | Pays       | Performance |
| -------- | ----------------- | ---------- | ----------- |
| 1        | Mildred Didrikson | États-Unis | 43,69 m     |
| 2        | Ellen Braumüller  | Allemagne  | 43,50 m     |
| 3        | Ottilie Fleischer | Allemagne  | 43,15 m     |
| 4        | Masako Shinpo     | Japon      | 39,08 m     |
| 5        | Nan Gindele       | États-Unis | 37,95 m     |
| 6        | Gloria Russell    | États-Unis | 37,74 m     |
| 7        | Maria Uribe Jasso | Mexique    | 33,66 m     |
| 8        | Mitsue Ishizu     | Japon      | 30,81 m     |

## Épreuves combinées

### Décathlon hommes
| Médaille | Nom                   | Pays       | Performance    |
| -------- | --------------------- | ---------- | -------------- |
| 1        | James Bausch          | États-Unis | 8 462 pts (RM) |
| 2        | Akilles Järvinen      | Finlande   | 8 292 pts (RE) |
| 3        | Wolrad Eberle         | Allemagne  | 8 030 pts      |
| 4        | Wilson Charles        | États-Unis | 7 985 pts      |
| 5        | Hans-Heinrich Sievert | Allemagne  | 7 941 pts      |
| 6        | Paavo Yrjölä          | Finlande   | 7 687 pts      |
| 7        | Clyde Coffman         | États-Unis | 7 534 pts      |
| 8        | Robert Tisdall        | Irlande    | 7 327 pts      |

## Légende
- RM : Record du Monde
- RE : Record d'Europe

## Sources
- [PDF] Rapport officiel de 1932